# Voce de piept
Vocea de piept reprezintă rangul vocal obișnuit vorbirii al unei persoane. Este rangul predominant al vocilor masculine.
Vocea de piept este vocea folosită în viața de zi cu zi. Este numită "voce de piept", deoarece se produce o vibrație (rezonație) în zona de sus a cavității pieptului. De asemenea, vocea de piept este caracteristică notelor joase, dar poate fi utilizată și la notele înalte.
Vocea de piept este vocea pe care vorbim cei mai multi dintre noi. Se numeste asa pentru ca rezoneaza mai mult in zona pieptului, gatului si partea de jos a gurii. Este vocea pe care cei mai multi dintre noi o putem accesa.
Exista doua mecanisme musculare care actioneaza asupra corzilor vocale:
– Muschii pentru vocea de piept (muschii vocalis), care inchid si deschid corzile vocale.
– Muschii pentru vocea de cap (muschi cricotiroizi), care inclina laringele in fata si astfel subtiaza sunetul mai mult si-l proiecteaza mai inspre cap si masca.